# Hilda Gadea

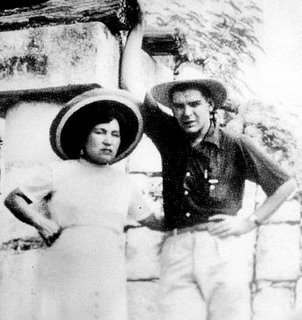
Hilda Gadea ed Ernesto Che Guevara in luna di miele in Yucatán, 1955

Hilda Gadea Acosta (Lima, 21 marzo 1921 – L'Avana, 11 febbraio 1974) è stata un'economista peruviana. Leader dell'APRA (Alleanza Popolare Rivoluzionaria Americana), diventò famosa per essere stata la prima moglie di Ernesto Che Guevara.

## Biografia
Hilda Gadea era una studentessa di Economia all'università di San Marcos, a Lima (Perù), dove fu leader del movimento studentesco che aderiva ai principi della Riforma Universitaria e rappresentante al Consiglio degli Studenti durante il rettorato di Luis Alberto Sanchez. Si laureò nel 1948 e poco dopo diventò la prima donna a far parte del Comitato Esecutivo dell'APRA, nel ruolo di Segretaria Economica. Nel 1948, in seguito al colpo di Stato che impose la dittatura di Manuel A. Odría, dovette andare in esilio. Nel 1954, mentre stava lavorando per il governo progressista di Jacobo Arbenz in Guatemala, incontrò l'argentino Ernesto Guevara, ancora nelle vesti di un giovane avventuriero che stava attraversando l'America Latina. Diventeranno grandi amici e Gadea lo introdurrà nei circoli politici progressisti dell'epoca. In uno di questi incontri Guevara farà la conoscenza di alcuni cubani esiliati che facevano parte del "Movimento 26 luglio", che raccoglieva i seguaci di Fidel Castro, e tra questi conobbe anche Antonio "Nico" Lopez che gli diede il famoso soprannome "Che".
Con il colpo di Stato, sostenuto anche dalla CIA, che nel 1954 spodestò il presidente Jacobo Arbenz, Hilda Gadea fu imprigionata per poche settimane, e fu liberata alla condizione di trasferirsi in Messico. In Messico Hilda Gadea e Ernesto Guevara si incontrarono nuovamente: ben presto nacque una relazione amorosa che poi si trasformò in matrimonio (il 18 agosto 1955) alla notizia della gravidanza di Hilda. Il 15 febbraio dell'anno successivo nacque la loro figlia Hilda Beatriz Guevara Gadea. Il 2 dicembre 1956 Ernesto Guevara partì insieme a Fidel Castro e i suoi uomini verso Cuba, con il fine di cominciare le azioni di guerriglia che poi sfoceranno nella Rivoluzione cubana: ufficiosamente si può dire che il matrimonio da Hilda e Ernesto terminò proprio in quel giorno. Infatti durante la Rivoluzione Ernesto Guevara conobbe e si innamorò di Aleida March, e quando i rivoluzionari presero il potere nel 1959 egli ufficializzò il suo divorzio con Hilda per sposarla. Hilda Gadea rivestì la carica di alta funzionaria di governo fino alla sua morte, nel 1974. La figlia Hilda Beatriz morirà nel 1995.

## Libri
Nel 1972 Hilda Gadea pubblicò il libro Che Guevara: gli anni decisivi, poi ristampato in Perù nel 2005 con il titolo La mia vita con il Che.